# Galibrotus carlotanus
Galibrotus carlotanus is een hooiwagen uit de familie Biantidae.